# Kamienica Gostkowskich w Krakowie
Kamienica Gostkowskich (znana także jako Kamienica Glixellich) – zabytkowa kamienica znajdująca się w Krakowie, w dzielnicy I przy ulicy Brackiej 3–5, na Starym Mieście.

## Historia
W XIII wieku działka, na której znajduje się obecnie kamienica, stanowiła część posesji wójtowskiej, obejmującej również obszar zajmowany dziś przez sąsiednią Kamienicę Niderlandowską (nr 7). W końcu XIII wieku wójt Henryk wzniósł na niej murowaną wieżę mieszkalną z jednym pomieszczeniem na każdej kondygnacji. Była ona własnością kolejnych wójtów, aż do buntu wójta Alberta, gdy została skonfiskowana przez króla i przekazana Spytkowi z Melsztyna, późniejszemu kasztelanowi krakowskiemu. Jego spadkobiercy w II połowie XIV wieku wznieśli z wykorzystaniem wójtowskiej wieży okazałą rezydencję miejską. W XV wieku miała miejsce dalsza rozbudowa pałacu, m.in. dobudowano tylny trakt, a w fasadzie umieszczono wielkie kamienne okna. W XV wieku gmach uległ podziałowi na dwa budynki: północny, zwany Bursą Węgierską, i południowy, zwany domem Jerzego z Drohobycza.
Dom północny stał się w 1464 za pośrednictwem Jana Długosza własnością Akademii Krakowskiej i przez kolejne osiemdziesiąt lat pełnił funkcję bursy dla węgierskich studentów Akademii. W 1776 został zakupiony na licytacji przez S. Glixellego, który przeprowadził gruntowny remont, m.in. usuwając gotycką kamieniarkę. W 1818 otworzył on w budynku dom zajezdny, urządzając na parterze traktiernię, na piętrze pokoje gościnne, w sieni wozownię, a w oficynie stajnię. Dom południowy przez cały okres od połowy XV do połowy XIX wieku pozostawał własnością mieszczańską. Obie kamienice spłonęły podczas wielkiego pożaru Krakowa w 1850.
Kamienica Gostkowskich powstała w latach 1851–1852 w wyniku odbudowy i scalenia obu budynków według projektu Bogumiła Trennera dla R. Gostkowskiego. Podczas prac wzniesiono też nową klatkę schodową i oficyny oraz zaadaptowano pierwsze piętro na mieszkania. W latach 1934–1935 przekształcono otwory w parterze fasady oraz usunięto kolumnę międzyokienną, będącą ostatnim zachowanym elementem dekoracji nowożytnej.
W 1904 Zygmunt Sarnecki otworzył w tej kamienicy pierwszy w Krakowie salon sprzedaży dzieł sztuki –  „Ars”. Pod nr 5 w połowie lat 30. XX wieku mieściła się Sala Królestwa krakowskiego zboru Świadków Jehowy. Pod tym adresem mieściła się też filia administracji czasopisma „Złoty Wiek”. W latach 2000–2011 swoją siedzibę miała kawiarnia Stara Prowincja. Od 2004 obok niej znajduje się kawiarnia Grzegorza Turnaua Nowa Prowincja.
20 czerwca 1967 kamienica została wpisana do rejestru zabytków. Znajduje się także w gminnej ewidencji zabytków.

## Architektura
Kamienica reprezentuje styl późnoklasycystyczny. Ma ona dwie kondygnacje. Fasada jest dziewięcioosiowa, o prostym wystroju. W czwartej osi parteru znajduje się kamienny, półkoliście zwieńczony portal. Parter i pierwsze piętro oddzielone są od siebie gzymsem. Okna piętra ozdobione są gzymsami nadokiennymi.